# جنگ اطلاعاتی
جنگ اطلاعاتی (انگلیسی: information warfare) از مفاهیم نظامی است، که شامل استفاده از تکنیک‌ها و مدیریت فناوری اطلاعات و ارتباطات در فضای جنگی، برای دستیابی به مزیت رقابتی در برابر حریف می‌باشد. جنگ اطلاعاتی مجموعه‌ای از تکنیک‌ها شامل جمع‌آوری، انتقال، حفاظت، ممانعت از دسترسی، ایجاد اغتشاش و افت کیفیت در اطلاعات است، که از طریق آن یکی از طرفین درگیر، بر دشمنان خود به مزیتی چشمگیر دست یافته و آن را حفظ می‌کند. جنگ اطلاعاتی می‌تواند شامل؛ جمع‌آوری اطلاعات تاکتیکی، پروپاگاندا، گمراه‌سازی یا دستکاری اطلاعاتی باشد. جنگ اطلاعاتی ارتباط نزدیکی با جنگ روانی دارد. تمرکز ارتش ایالات متحده در حوزه جنگ اطلاعاتی، بیشتر بر به‌کارگیری فناوری و استفاده از تکنیک‌های جنگ الکترونیکی، جنگ سایبری، امنیت اطلاعات و عملیات شبکه‌های رایانه‌ای، معطوف می‌باشد. در اکثر نقاط جهان به‌جای جنگ اطلاعاتی، از اصطلاح «عملیات اطلاعاتی» استفاده می‌شود، که تفاوت‌های اندکی میان این دو روش وجود دارد و عملیات اطلاعاتی بیشتر بر جنبه‌های انسانی استفاده از اطلاعات مانند آنالیز شبکه‌های اجتماعی و تجزیه و تحلیل تصمیم تأکید دارد و بر جنبه‌های انسانی فرماندهی و کنترل متمرکز می‌باشد.

## جنگ اطلاعات
پیچیدگی‌های روزافزون تحولات نظام بین‌الملل و تعاملات تنگاتنگ و نزدیک، فعل و انفعالات سیاسی و فرآیندهای نظامی، محیط جنگ‌های پیشرفته را از حاکمیت مطلق تاکتیک‌ها و رویه و روش‌ها (استراتژی‌ها) نظامی خارج ساخته‌است.
در طول تاریخ، کسب پیروزی‌های بزرگ نظامی در اغلب مواقع مرهون برتری در زمینهٔ تحرک، قدرت آتش، اطلاعات یا لجستیک قلمداد می‌شده و سیستم‌های برتر فرماندهی و کنترل، فرماندهان را قادر می‌ساخته تا با حفظ انسجام اقدامات صورت گرفته، این قابلیت‌ها را در زمان و مکان مقتضی به کار بسته، به پیروزی دست یابند.
پیچیدگیهای روزافزون تحولات نظام بین‌الملل و تعاملات تنگاتنگ و نزدیک، فعل و انفعالات سیاسی و فرایندهای نظامی، محیط جنگهای پیشرفته را از حاکمیت مطلق تاکتیکها و رویه و روشها (استراتژیها) نظامی خارج ساخته و حوزهٔ نفوذ و تأثیر عوامل تنکنولوژیکی، اقتصادی، روانی، فرهنگی، سیاسی و…و به خصوص اطلاعاتی را در این محیط به شدت گسترش داده‌است.
از سوی دیگر بروز تغیرات اساسی در مولفه‌های قدرت و حاکمیت در واحدهای سیاسی که می‌توان آن را پیامدتحولات فوق دانست، سبب قرابت و همگرایی در حوزهٔ مطالعات نظامی و روابط بین‌الملل شده‌است.
برای شناخت دقیق و عمیق از عوامل ماثر و تداوم بخش در حاکمیت دولتها در این عرصه، ناگزیر باید زمینهٔ آشنایی بیشتر با فضای طراحی استراتژِیک، تصمیم سازی و مدیریت اجرا در ساختار حکومتی و نیروی نظامی آنها، فراهم آید.
مفاهیم سنتی جنگ که گاهی در مباحث علم حقوق از آنها با عنوان «مخاصمات» (hostilities) یاد می‌شود در برگیرندهٔ هیچ‌یک از قابلیتهای موجود در فهرست قابلیتهای جنگ اطلاعات نیست. (ح. اژدر، سایت پدافند غیر عامل ج.ا. ا، پایداری ملی)
اصطلاح جنگ اطلاعات و به ویژه بخش «جنگ» آن تا حدودی گمراه کننده است.
چندین سال است که اصطلاح جنگ اطلاعات را بدون توجه کافی، برای توصیف مجموعه ای از برنامه‌های دفاعی و امنیتی یا یک برنامهٔ تسلیحاتی خاص از این مجموعه که برای هدف‌گیری امکانات c4iدشمن طراحی شده به کار می‌برند.
پرداختن به جنگ اطلاعات کاری است دشوار، از این جهت که برای بسیاری از افراد القا گر اموری است پراکنده و کما بیش ناپیوسته و در عین حال، برای معدود اشخاصی که با اقدامات نچندان به هم پیوستهٔ تشکیل دهندهٔ مجموعه برنامه‌های جنگ اطلاعات دولت آمریکا آشنایی دارند معنای اموری منسجم و به هم پیوسته را دارد که به‌طور بالقوه همدیگر را تقویت می‌کنند.